# Commanderie de San Juan de Duero
La commanderie de San Juan de Duero située sur la rive gauche du Duero près de la ville de Soria, la capitale de la province du même nom dans la communauté autonome de Castille-et-León en Espagne, était une commanderie des Hospitaliers de l'ordre de Saint-Jean de Jérusalem. De la commanderie, l'un des monuments les plus originaux de l'art roman espagnol, on ne conserve que l'église du XIIe siècle et le cloître de la fin du XIIe siècle ou du début du XIIIe siècle. L'ensemble est classé Bien de Interés Cultural (BIC) (Bien d'intérêt culturel) en 1882.

## Histoire
Les Hospitaliers de l'ordre de Saint-Jean de Jérusalem, premier ordre hospitalier dédié à saint Jean-Baptiste, se sont installés à Soria au XIIe siècle. En 1152, une église de cet ordre dédiée au Saint-Sépulcre se dressait près du pont sur le Duero, l'accès principal à la ville venant de l'est. Selon un document de 1190, les Hospitaliers entretenaient un hôpital à cet endroit.
Au milieu du XVIIe siècle s'amorce le déclin de la commanderie. Elle sera abandonnée par la suite, seulement l'église était en service jusqu'à la fin du XVIIIe siècle. Ensuite, elle servait d'étable, dans le cloître on cultivait un potager et on laissait pâturer le bétail. Bien que déclaré Monumento Nacional en 1882, parmi les premiers dans la Province de Soria, les bâtiments étaient laissés à l'abandon jusqu'au début du XXe siècle.
Le monastère de San Juan de Duero servait de cadre à deux contes de Gustavo Adolfo Bécquer, qui figurent dans son recueil Leyendas. Il s'agit de Le Mont des âmes (c'est-à-dire, "Le mont des âmes"), paru en 1861 et de El rayo de luna (es) ("Le rayon de lune"), publié en 1862.

## Église
La façade ouest de l'église est coiffée d'un clocher-mur (espadaña). L'entrée principale se trouve sur le côté sud, une autre porte s'ouvre au nord.
L'église présente une seule nef recouverte de bois, un chœur avec une voûte en berceau brisé et une abside semi circulaire dotée d'une voûte en berceau plein cintre. Un arc brisé reposant sur des chapiteaux sculptés ouvre la nef vers le chœur.

## Baldaquins

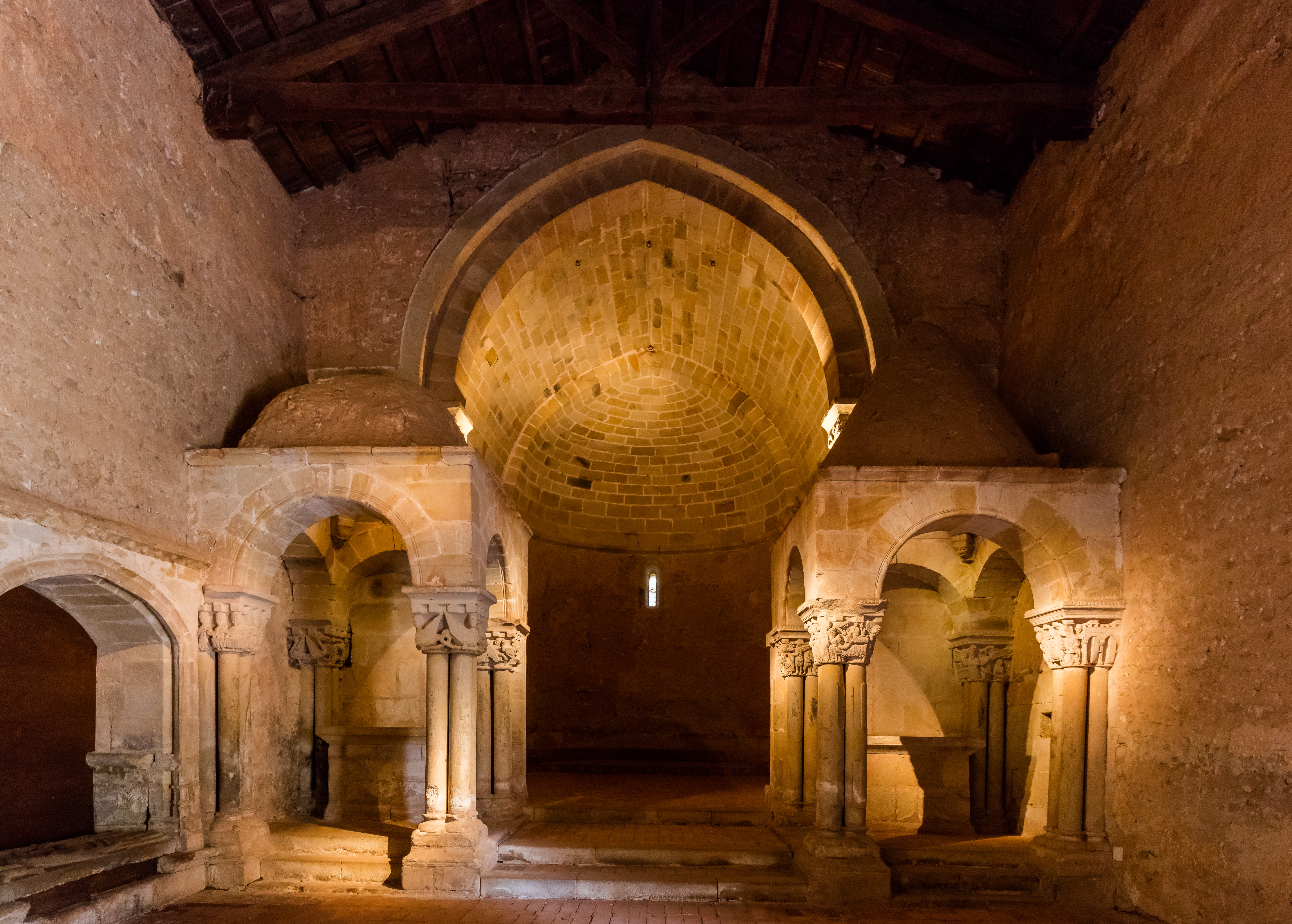
Baldaquins

Devant le chœur, des deux côtés de la nef, sont intégrés deux baldaquins surmontés de coupoles. Ces baldaquins ressemblent à des petites chapelles. Le baldaquin du côté de l'évangile (au nord) possède une coupole en forme d'une demie sphère, la coupole du baldaquin du côté de l'épître (au sud) a la forme d'un cône. Les nervures des voûtes reposent sur des culots en forme de têtes d'hommes et d'animaux. Les deux baldaquins referment des autels en pierre, les colonnes sur lesquelles reposent les coupoles sont dotées de chapiteaux figurés.
Du côté de l'évangile on voit sur un chapiteau du baldaquin la décollation de Jean Baptiste, le festin d'Hérode et la danse de Salomé. Un autre chapiteau montre des harpies, symboles de la séduction et du péché. Sur un chapiteau est figuré un chevalier vêtu d'une cotte de mailles, probablement saint Georges combattant le dragon. Le quatrième chapiteau représente un centaure-sagittaire et une hydre à sept têtes. Les scènes symbolisent la lutte du bien contre le mal.
Sur un chapiteau du baldaquin du côté de l'épître sont représentées les scènes de l'Annonciation, de la Visitation, de la Nativité, de l’Annonce aux bergers et de l'Adoration des mages. Un chapiteau montre la fuite en Égypte qui est surveillée par une sphinx d'un côté, de l'autre côté s'ouvrent les portes d'un palais. Un autre chapiteau rappelle le massacre des Innocents, le quatrième chapiteau est dédié à l'Assomption de Marie. Dans un coin, on aperçoit l'apôtre Thomas, agenouillé, qui, ayant douté de l'Ascension du Christ et de l'Assomption de Marie, reçoit pour le convaincre la Sainte Ceinture de la Vierge par un ange.

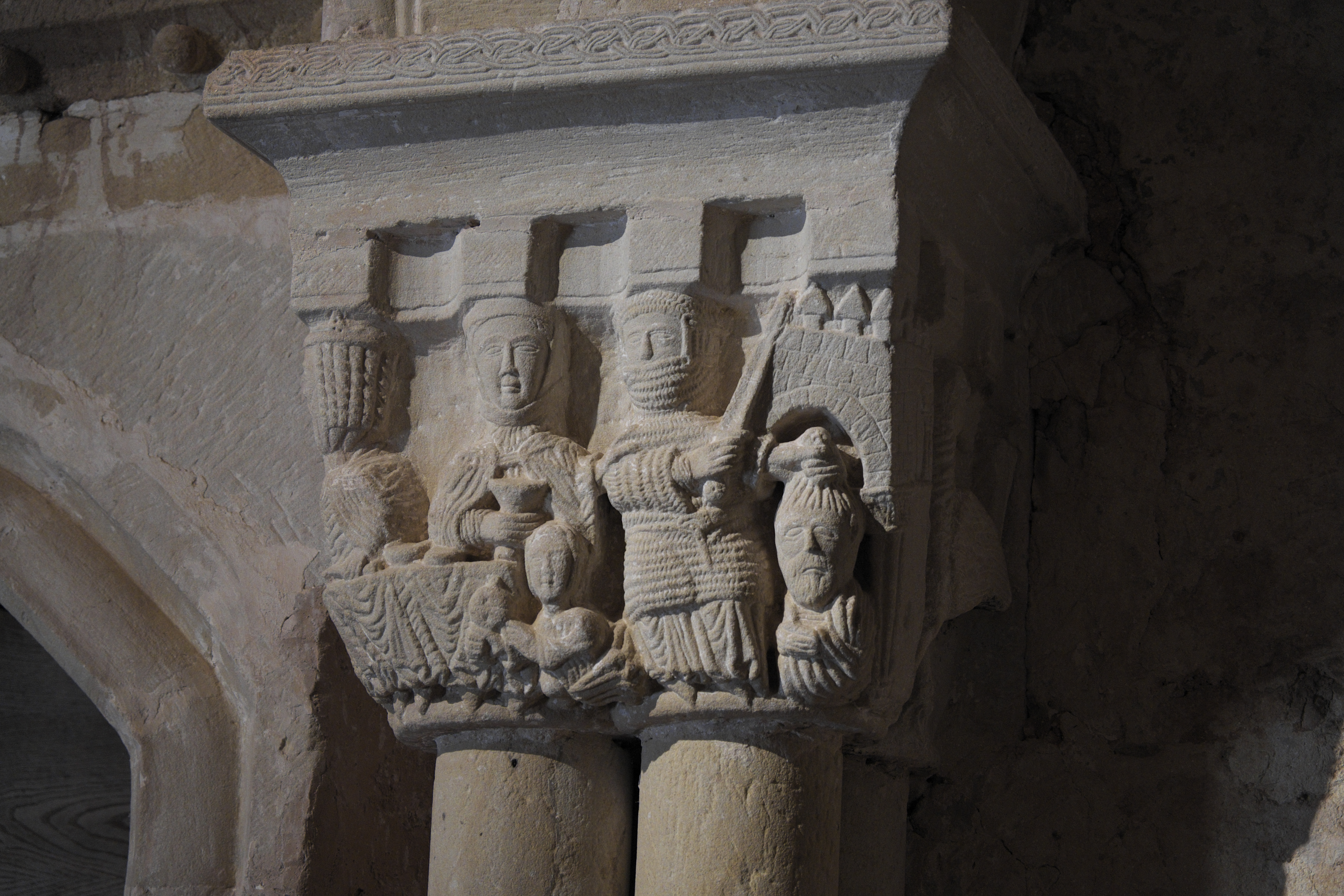
Décollation de Jean Baptiste
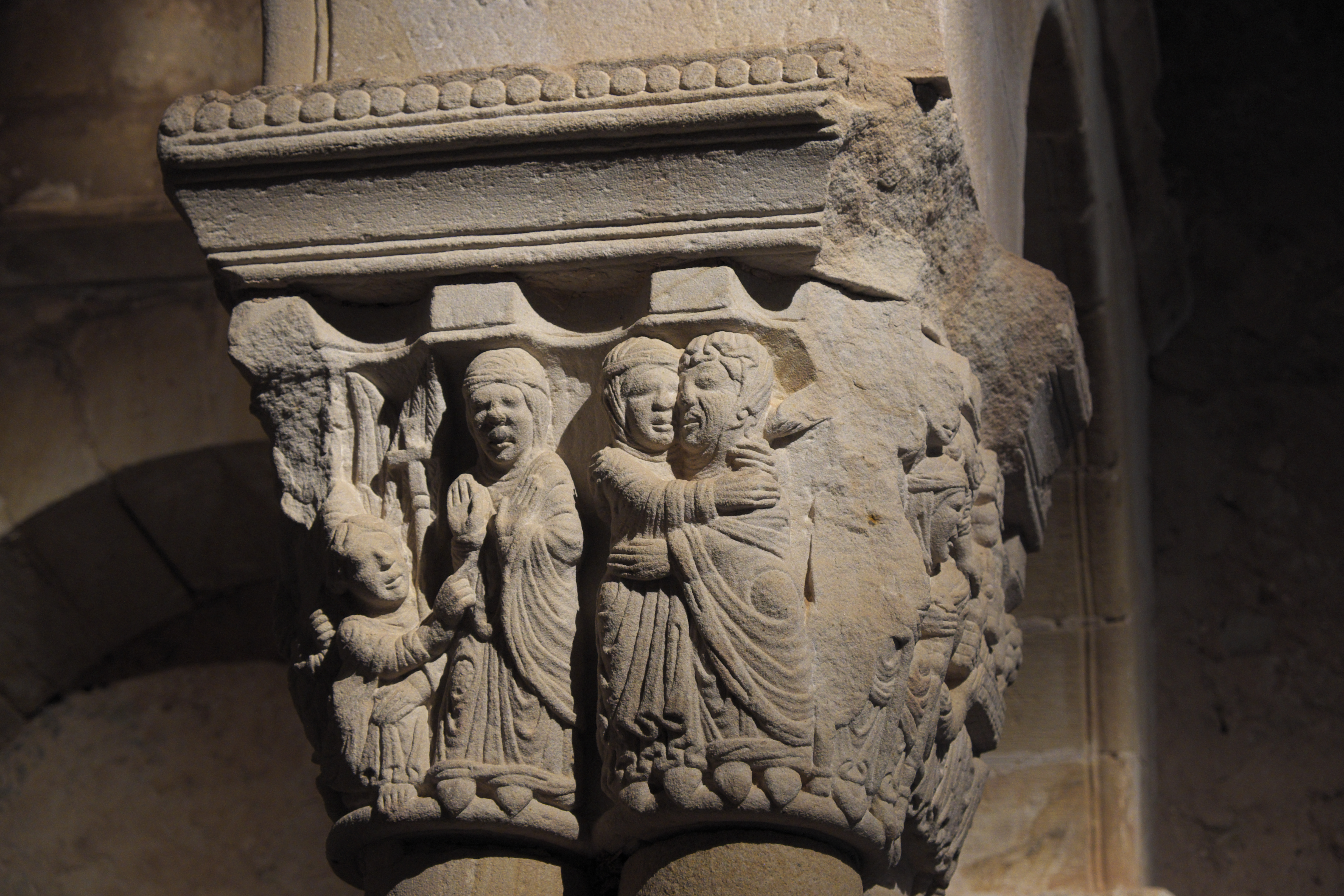
Annonciation et Visitation
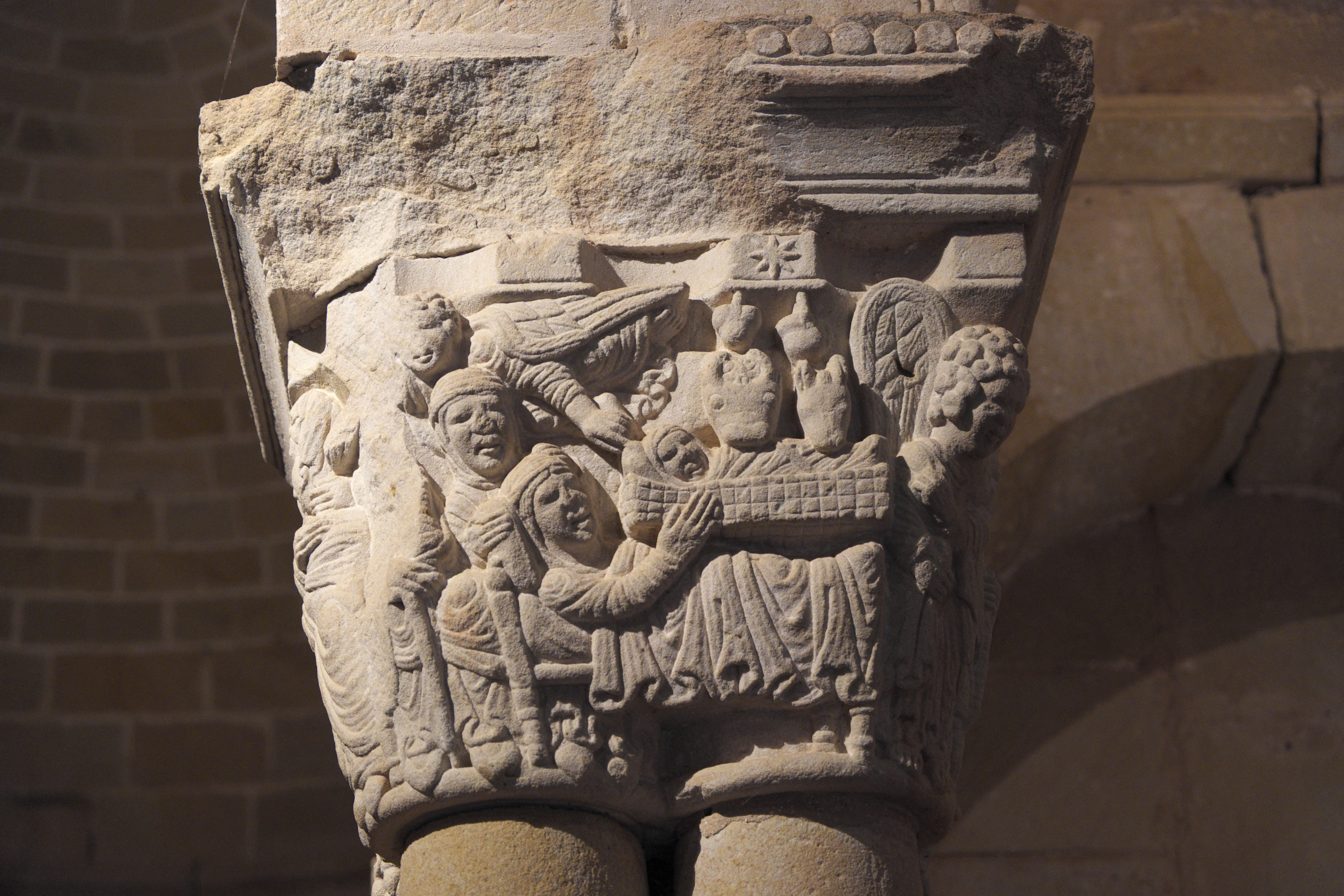
Nativité
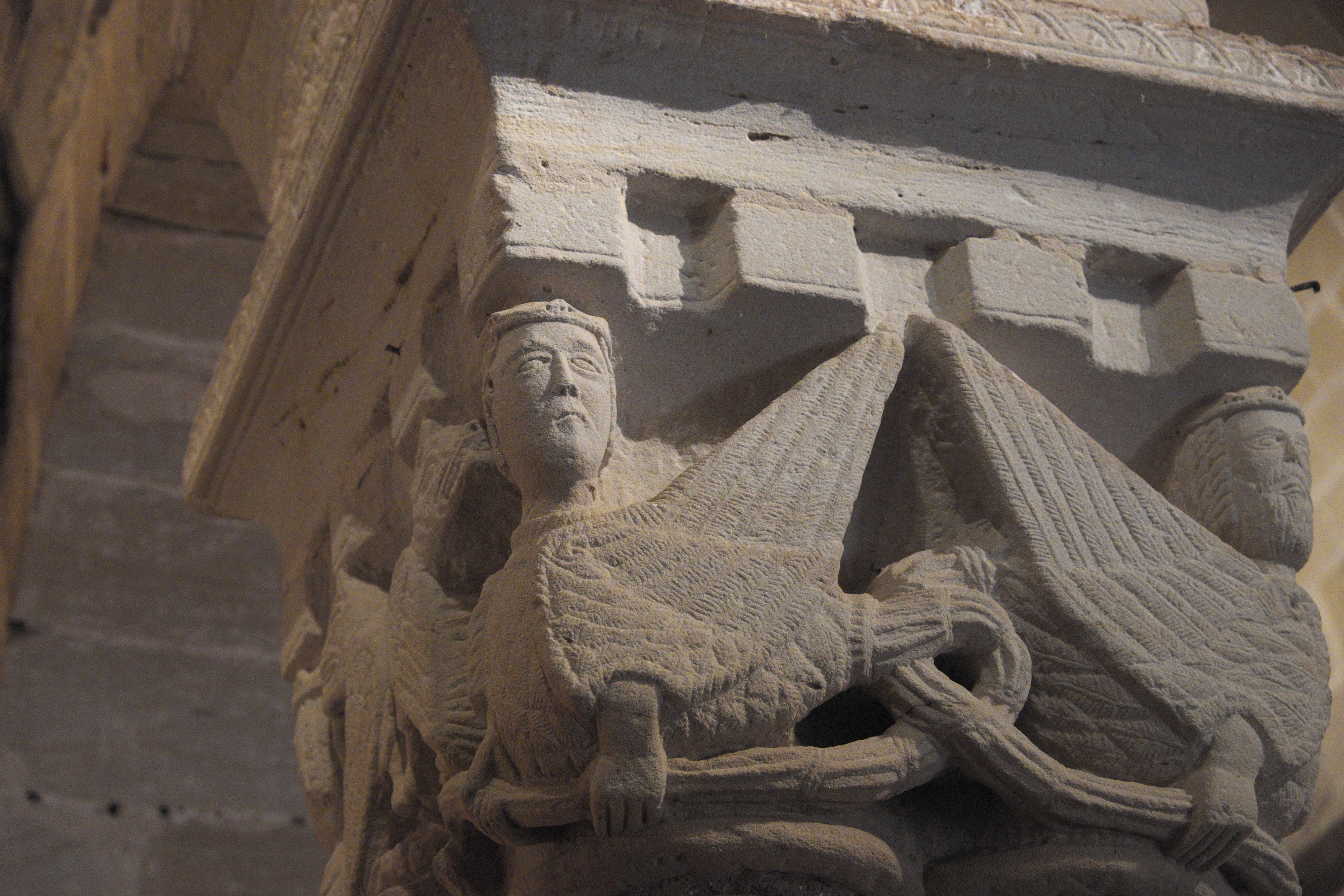
Harpies

## Cloître
Le cloître qui possède des éléments gothiques et mudéjars a été érigé au début du XIIIe siècle, en même temps que les deux baldaquins de l'église. Le cloître s'élève au sud de l'église sur un plan quasi carré. On suppose qu'à l'origine les galeries étaient couvertes d'un toit en bois. Les galeries reposent sur des arcades très variées, leur changement intervient au milieu de chaque galerie. Aux coins de trois galeries s'ouvrent des portails.

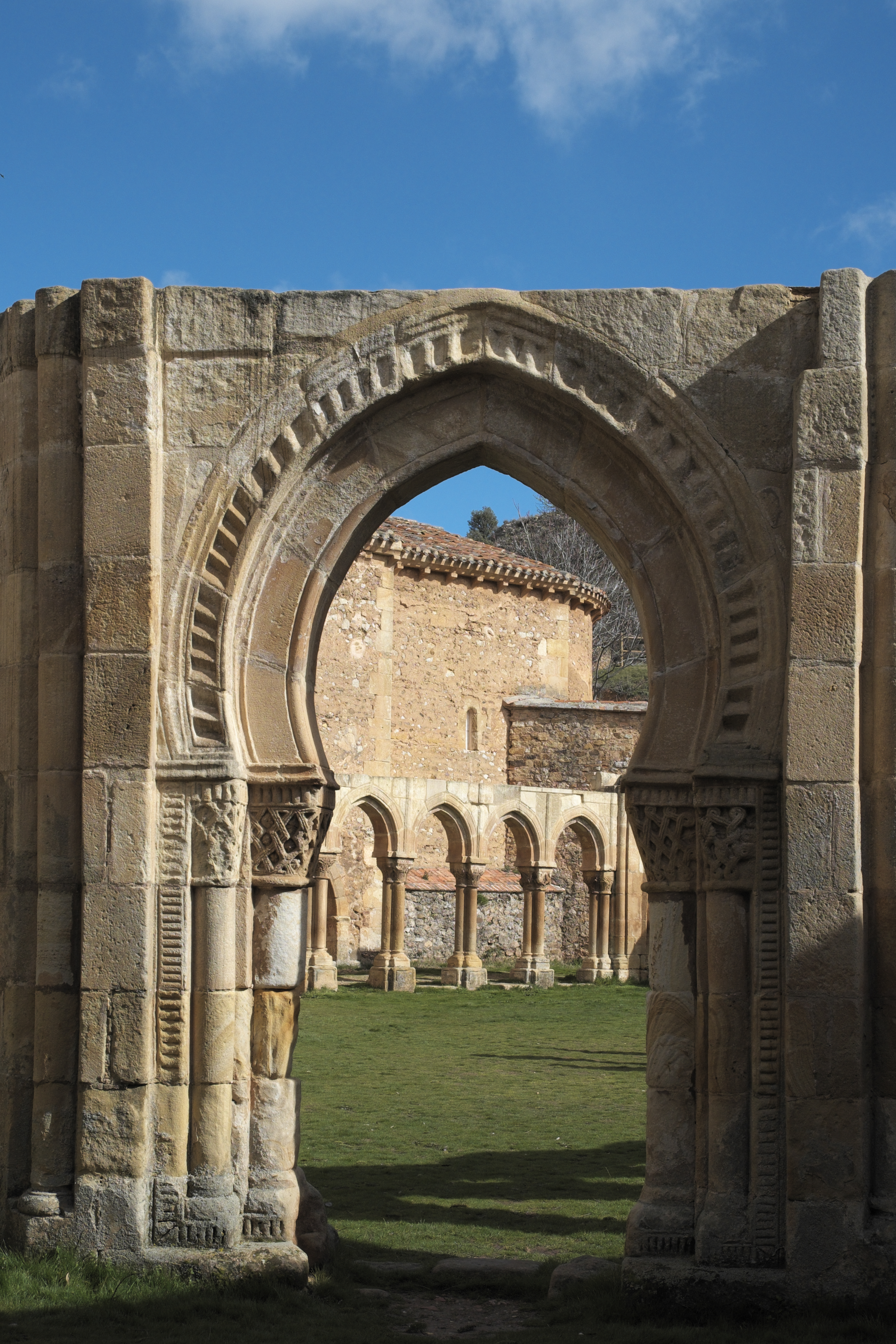
Arcades au nord-est, portail à l'angle sud-ouest
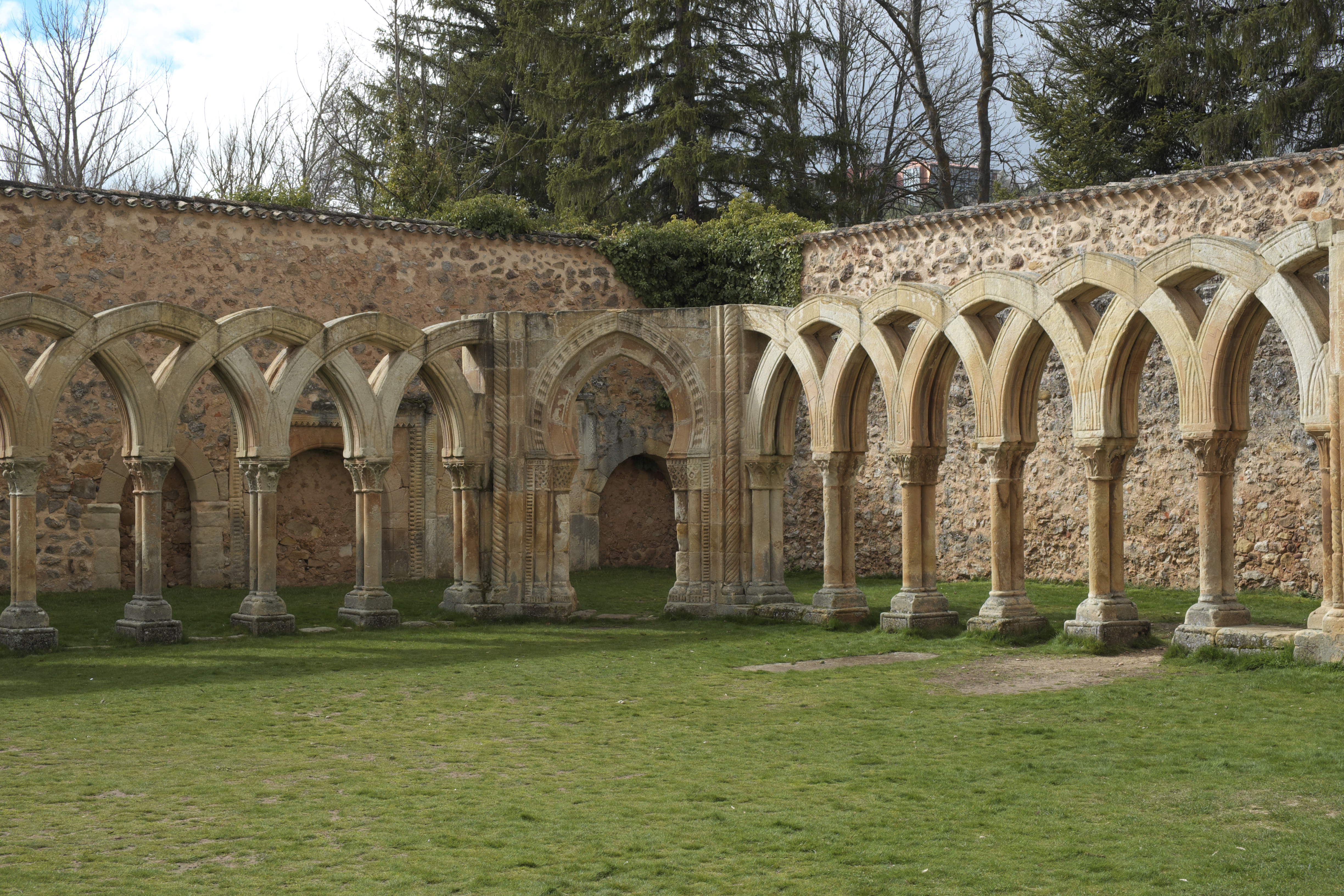
Arcades au sud-ouest
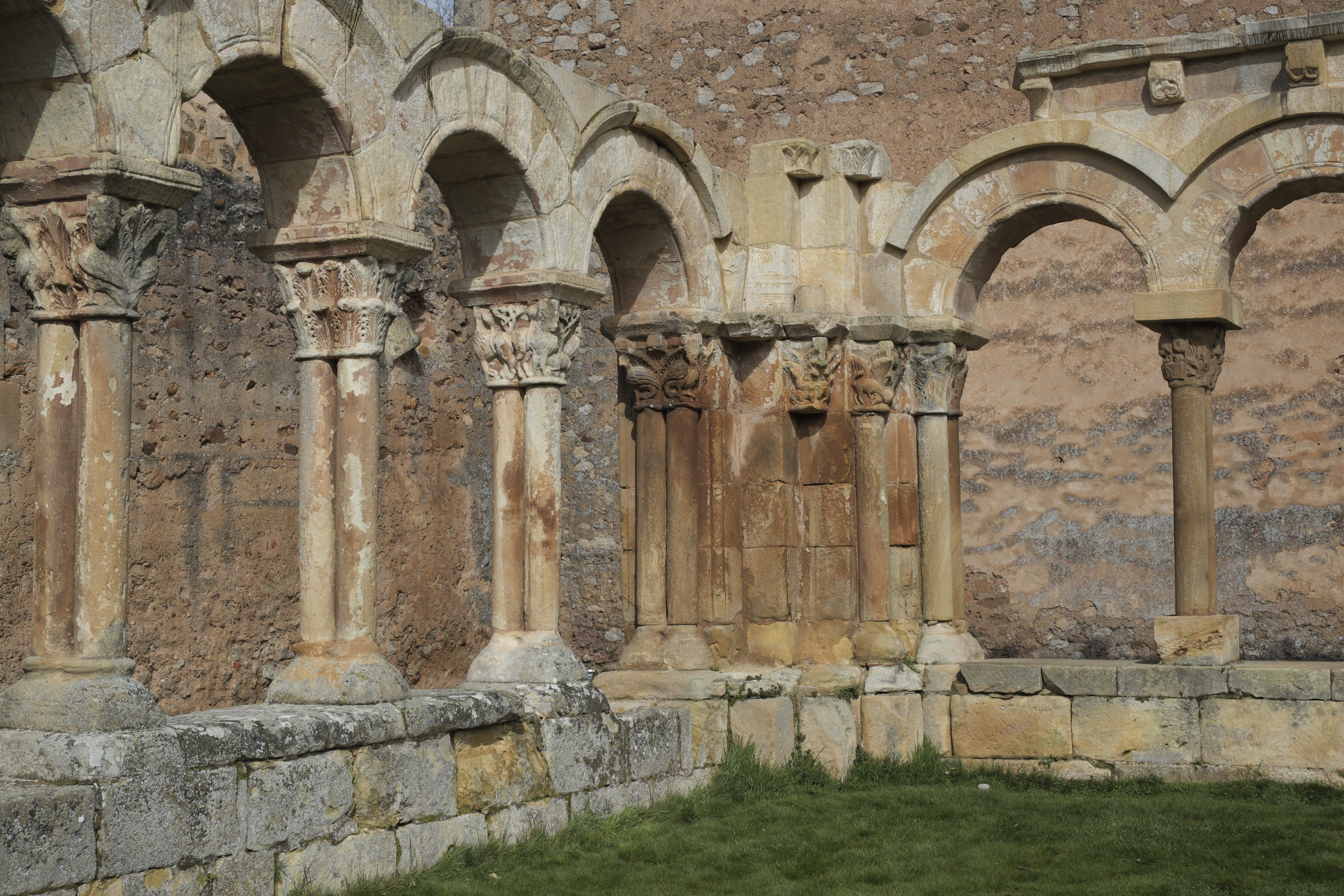
Arcades au nord-ouest
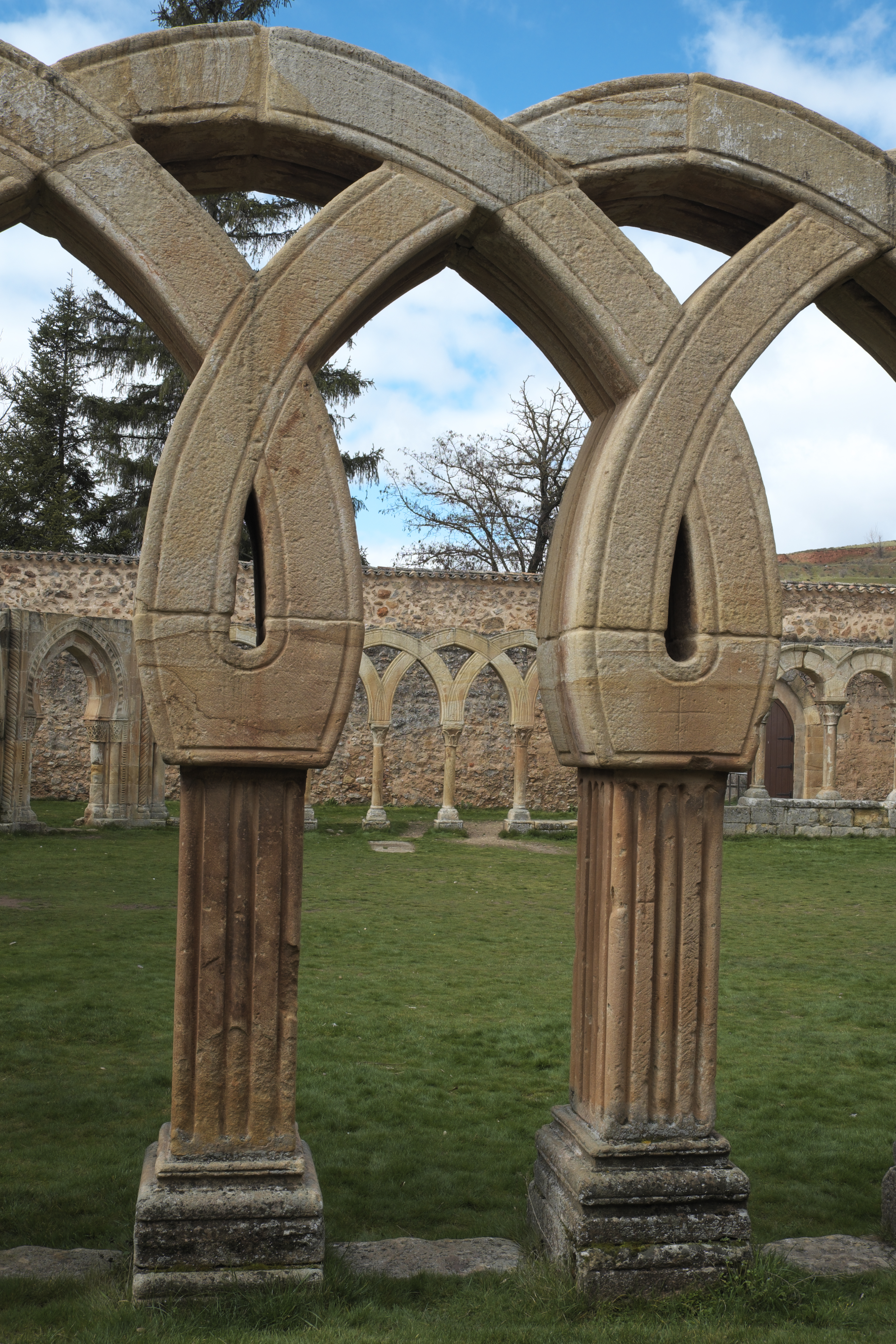
Arcades au sud-est

Il paraît que les arcades les plus anciennes sont les cinq arcades de la partie occidentale de la galerie nord et les quatre arcades de la partie septentrionale de la galerie ouest. Elles présentent des arcs en plein cintre et sont posées sur des hautes socles. Les chapiteaux sont décorés de motifs végétaux et de scènes figuratives. Au-dessus des arcades côtés nord se sont conservés des modillons aux têtes d'hommes et de bêtes.
Les six arcades de la partie orientale de la galerie nord ainsi que les quatre arcades de la partie septentrionale de la galerie est sont légèrement brisées, en forme d'arcs en fer à cheval. Les moulures que l'on voit au-dessus des chapiteaux sont peut-être les traces d'un alfiz qui entourait les arcs. Les arcs en fer à cheval et l'alfiz sont considérés comme des indices de l'influence de l'architecture mudéjare. Les arcs reposent sur des piliers carrés renforcés par des demi-colonnes adossées. Les chapiteaux sont décorés de feuilles, de fruits et d'oiseaux, un chapiteau est sculpté d'entrelacs, un autre montre des griffons et d'autres animaux fabuleux avec des queues entrelacées.
Les arcades de la partie méridionale de la galerie est et de la partie orientale de la galerie sud sont également légèrement brisées et en forme de fer à cheval. Deux arcs deux fois entrecroisés reposent sur un pilier cannelé. 
Les arcades de la partie méridionale de la galerie ouest et de la partie occidentale de la galerie sud ressemblent aux précédentes, mais elles ne s’entrecroisent qu'une fois. Deux arcades reposent sur des doubles colonnes dont les chapiteaux sont sculptés de feuilles, quelques-uns sont décorés de motifs géométriques.

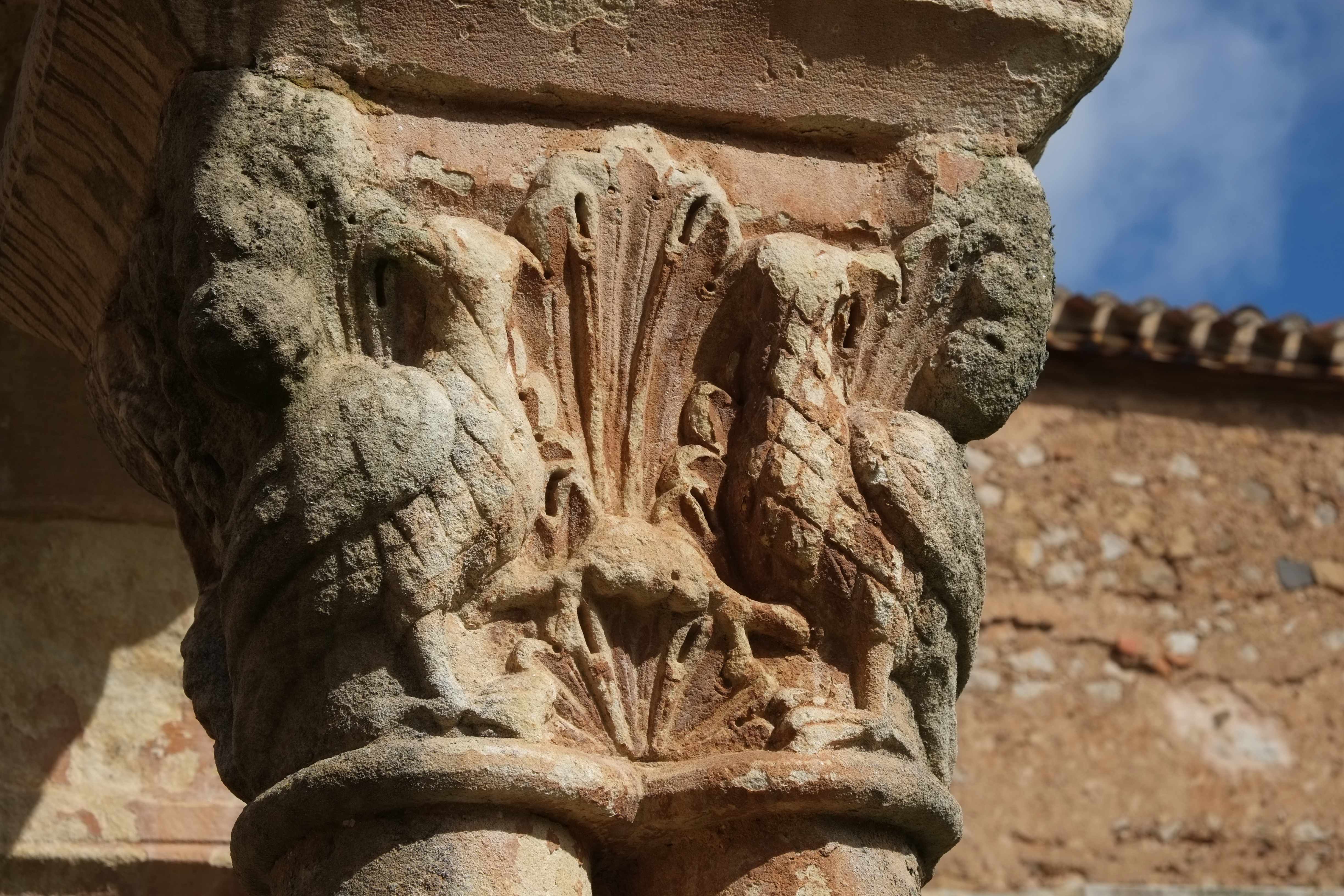
Chapiteau aux oiseaux
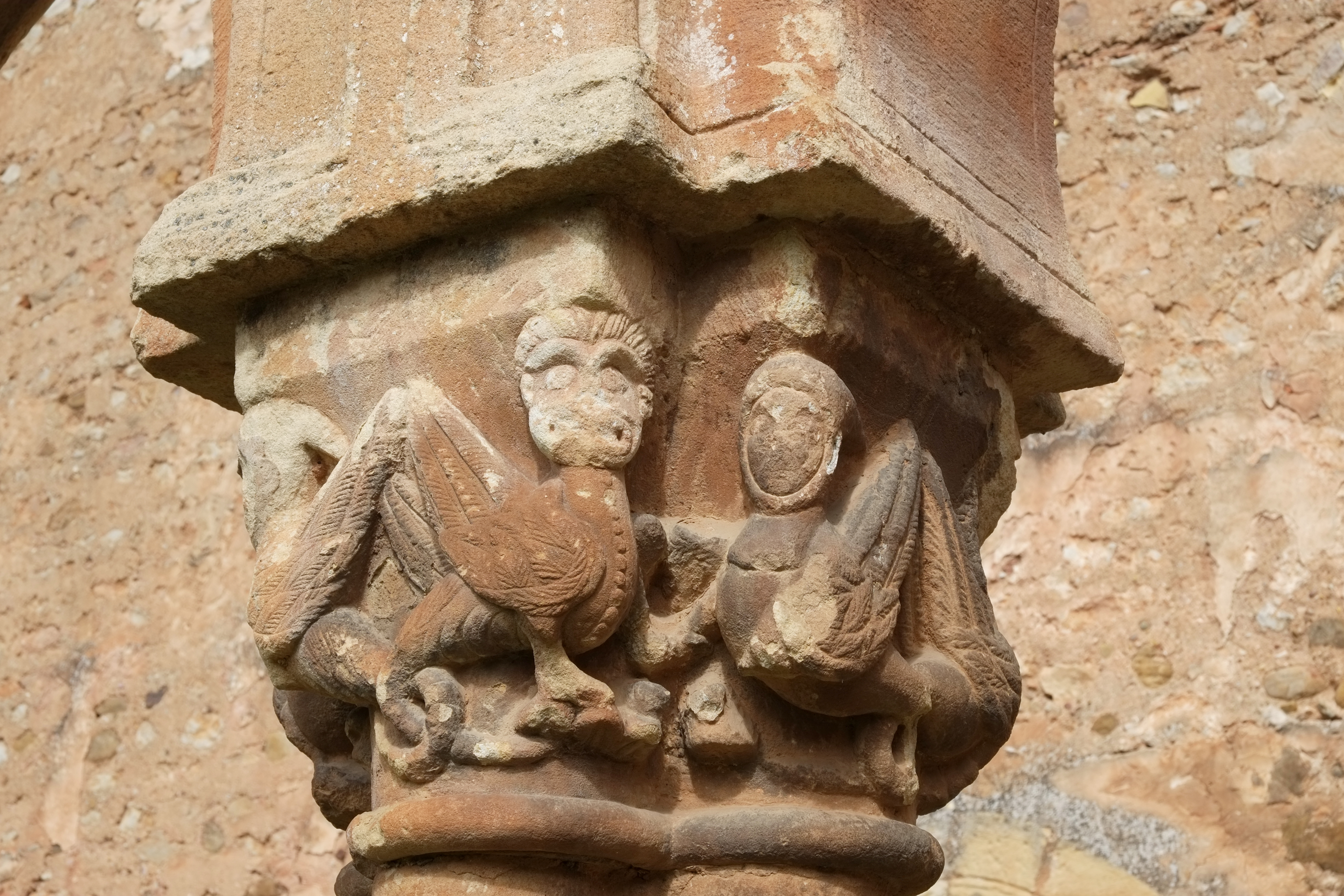
Chapiteau aux griffons
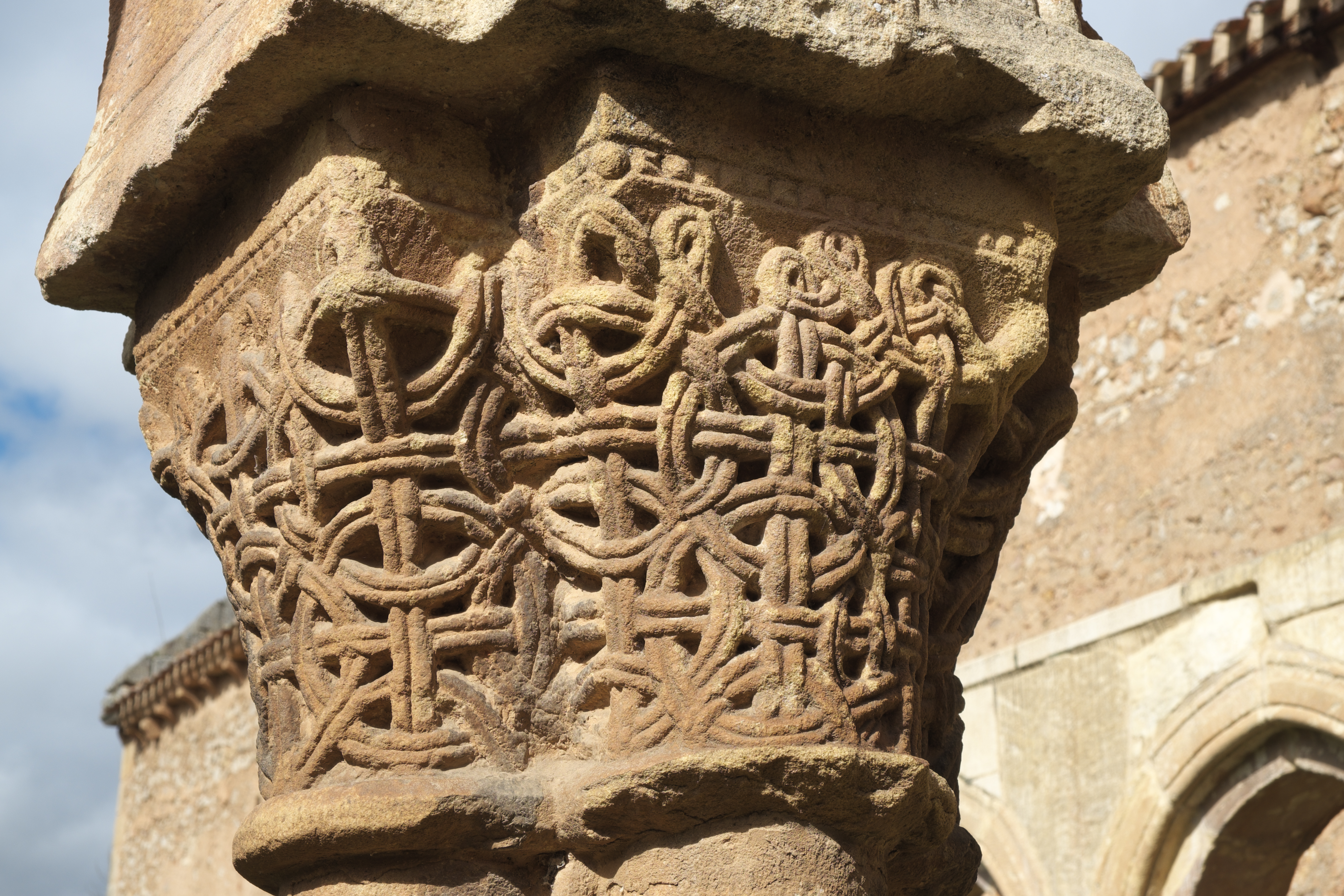
Chapiteau à entrelacs
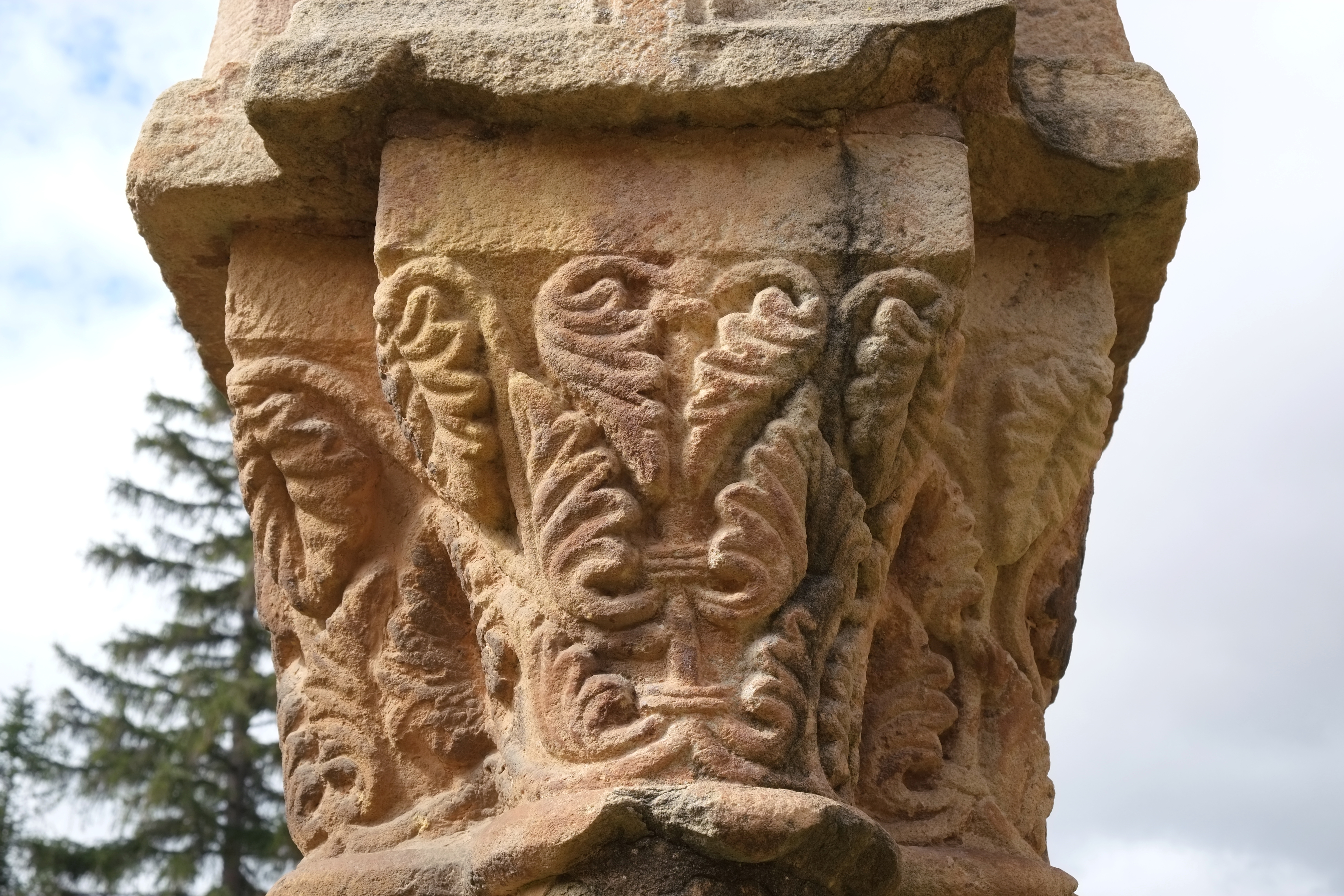
Chapiteau à feuilles